# 1929 w muzyce
Wydarzenia muzyczne w 1929 roku.

## Urodzili się
- 5 stycznia
  - Wilbert Harrison, amerykański piosenkarz R&B (zm. 1994)
  - Tabby Thomas, amerykański muzyk bluesowy (zm. 2014)
- 5 stycznia – Peter-Lukas Graf, szwajcarski flecista i dyrygent
- 6 stycznia – Lucjan Kydryński, polski dziennikarz, konferansjer, prezenter sceniczny, publicysta (zm. 2006)
- 11 stycznia – Wanda Wiłkomirska, polska skrzypaczka i pedagog (zm. 2018)
- 13 stycznia – Joe Pass, amerykański gitarzysta jazzowy (zm. 1994)
- 14 stycznia – Billy Walker, amerykański piosenkarz country (zm. 2006)
- 19 stycznia – Shirley Ellis, amerykańska piosenkarka soulowa (zm. 2005)
- 20 stycznia
  - Jimmy Cobb, amerykański perkusista jazzowy (zm. 2020)
  - Jean-Jacques Perrey, francuski twórca muzyki elektronicznej (zm. 2016)
- 22 stycznia – Petr Eben, czeski kompozytor (zm. 2007)
- 23 stycznia – Zbigniew Kościów, polski pisarz i pedagog muzyczny, badacz kultury muzycznej polskich Ormian i Serbołużyczan
- 24 stycznia – Nikolla Zoraqi, albański kompozytor i skrzypek (zm. 1991)
- 25 stycznia – Benny Golson, amerykański saksofonista jazzowy, kompozytor i aranżer (zm. 2024)
- 27 stycznia – Carlo Meliciani, włoski śpiewak operowy (baryton) (zm. 2022)
- 28 stycznia
  - Acker Bilk, angielski klarnecista, kompozytor, wokalista i kierownik zespołu jazzowego (zm. 2014)
  - John Williams, amerykański pianista jazzowy (zm. 2018)
- 29 stycznia – Ed Shaughnessy, amerykański perkusista jazzowy (zm. 2013)
- 30 stycznia – Maggie Fitzgibbon, australijska aktorka i piosenkarka (zm. 2020)
- 2 lutego
  - Waldemar Kmentt, austriacki śpiewak operowy (tenor) (zm. 2015)
  - Jane Little, amerykańska kontrabasistka (zm. 2016)
- 4 lutego – Stanley Drucker, amerykański klarnecista (zm. 2022)
- 5 lutego – Hal Blaine, amerykański perkusista i muzyk studyjny (zm. 2019)
- 6 lutego – Pierre Brice, francuski aktor filmowy, serialowy i teatralny, wykonawca piosenek i autor tekstów (zm. 2015)
- 7 lutego – Dave Shepherd, angielski klarnecista jazzowy (zm. 2016)
- 8 lutego – Floyd Dixon, amerykański pianista rytmiczny i bluesowy (zm. 2006)
- 10 lutego – Jerry Goldsmith, amerykański kompozytor muzyki filmowej (zm. 2004)
- 16 lutego
  - Olga James, amerykańska piosenkarka i aktorka (zm. 2025)
  - [a][1]Nelė Paltinienė, litewska piosenkarka (zm. 2020)
- 17 lutego – Eugeniusz Sąsiadek, polski śpiewak (tenor) i pedagog (zm. 2022)
- 18 lutego
  - Dmitrij Papierno, ukraiński pianista i pedagog muzyczny (zm. 2020)
  - Antoni Wicherek, polski dyrygent (zm. 2015)
- 20 lutego – Toshirō Mayuzumi, japoński kompozytor (zm. 1997)
- 28 lutego – Joseph Rouleau, kanadyjski śpiewak operowy (bas) (zm. 2019)
- 3 marca
  - Tadeusz Chachaj, polski dyrygent, kompozytor i aranżer (zm. 2021)
  - Siegrid Ernst, niemiecka kompozytorka, pianistka, pedagog (zm. 2022)
- 4 marca
  - Pauline Brockless, brytyjska sopranistka (zm. 2015)
  - Bernard Haitink, holenderski dyrygent (zm. 2021)
- 7 marca – Yvonne Chouteau, amerykańska tancerka baletowa (zm. 2016)
- 11 marca – Kermit Moore, amerykański wiolonczelista, dyrygent i kompozytor (zm. 2013)
- 13 marca – Jan Howard, amerykańska piosenkarka country (zm. 2020)
- 15 marca – Antonietta Stella, włoska śpiewaczka operowa (sopran) (zm. 2022)
- 16 marca – Celina González, kubańska piosenkarka (zm. 2015)
- 17 marca – Thomas Baptiste, brytyjski aktor i śpiewak operowy (zm. 2018)
- 18 marca
  - John Macurdy, amerykański śpiewak operowy (bas) (zm. 2020)
  - Zbigniew Toffel, polski dyrygent i chórmistrz (zm. 2005)
- 19 marca – Robert Muczyński, amerykański kompozytor polskiego pochodzenia (zm. 2010)
- 25 marca – Cecil Taylor, amerykański pianista i poeta, jeden z twórców free jazzu (zm. 2018)
- 26 marca – Charles Dumont, francuski piosenkarz i kompozytor (zm. 2024)
- 27 marca – Don Warden, amerykański gitarzysta, menedżer Dolly Parton (zm. 2017)
- 29 marca – Iwona Borowicka, polska śpiewaczka operowa, primadonna Operetki Krakowskiej (zm. 1984)
- 30 marca – Jean Gallois, francuski muzykolog, skrzypek, historyk muzyki i krytyk muzyczny (zm. 2022)
- 1 kwietnia – Marcel Amont, francuski piosenkarz (zm. 2023)
- 4 kwietnia
  - Buster Cooper, amerykański puzonista jazzowy (zm. 2016)
  - Patricia Lousada, amerykańska tancerka baletowa (zm. 2019)
- 5 kwietnia – Joe Meek, angielski muzyk, reżyser nagrań, kompozytor, niezależny producent muzyczny (zm. 1967)
- 6 kwietnia
  - Edison Denisow, radziecki kompozytor i teoretyk muzyki (zm. 1996)
  - André Previn, amerykański pianista, dyrygent i kompozytor pochodzenia niemieckiego (zm. 2019)
- 8 kwietnia – Jacques Brel, francuski piosenkarz, kompozytor i aktor belgijskiego pochodzenia (zm. 1978)
- 14 kwietnia
  - Inez Andrews, amerykańska piosenkarka gospel (zm. 2012)
  - Paavo Berglund, fiński dyrygent (zm. 2012)
- 16 kwietnia
  - Elżbieta Dziębowska, polska muzykolog, w czasie II wojny światowej harcerka i łączniczka w batalionie „Parasol”, uczestniczka Akcji „Kutschera” (zm. 2016)
  - Roy Hamilton, amerykański piosenkarz (zm. 1969)
  - Ed Townsend, amerykański piosenkarz, kompozytor, producent i adwokat (zm. 2003)
- 17 kwietnia – James Last, niemiecki kompozytor, aranżer i dyrygent orkiestry big-bandowej (zm. 2015)
- 20 kwietnia – Jan Stęszewski, polski muzykolog i etnomuzykolog (zm. 2016)
- 22 kwietnia – Jerzy Abratowski, polski pianista, organista i kompozytor (zm. 1989)
- 23 kwietnia – Calvin Owens, amerykański trębacz bluesowy (zm. 2008)
- 24 kwietnia
  - Rajkumar, indyjski piosenkarz i aktor (zm. 2006)
  - Ferit Tüzün, turecki kompozytor i dyrygent (zm. 1977)
- 29 kwietnia
  - Halina Łukomska, polska śpiewaczka operowa (sopran) (zm. 2016)
  - Peter Sculthorpe, australijski kompozytor muzyki klasycznej (zm. 2014)
  - April Stevens, amerykańska piosenkarka (zm. 2023)
- 30 kwietnia – Will Holt, amerykański piosenkarz folkowy (zm. 2015)
- 1 maja – Sonny James, amerykański piosenkarz country (zm. 2016)
- 9 maja – Nigel Douglas, angielski śpiewak operowy (tenor) (zm. 2022)
- 10 maja – Mel Lewis, amerykański perkusista jazzowy i bandleader (zm. 1990)
- 12 maja – Zygmunt Szweykowski, polski muzykolog, profesor nauk humanistycznych specjalizujący się w muzyce renesansowej i barokowej (zm. 2023)
- 13 maja
  - Angela Maria, brazylijska piosenkarka i aktorka (zm. 2018)
  - Rigoberto López Pérez, nikaraguański bohater narodowy, poeta, muzyk, dziennikarz i lewicowiec (zm. 1956)
  - Creed Taylor, amerykański producent muzyczny, popularyzator stylu bossa nova (zm. 2022)
- 16 maja – Betty Carter, amerykańska wokalistka jazzowa (zm. 1998)
- 21 maja – Charles Wadsworth, amerykański pianista klasyczny i promotor muzyczny (zm. 2025)
- 25 maja – Beverly Sills, amerykańska śpiewaczka operowa (sopran) (zm. 2007)
- 28 maja – Sonny Burgess, amerykański gitarzysta i piosenkarz (zm. 2017)
- 30 maja – Bolesław Ocias, polski dyrygent, kompozytor i pedagog (zm. 2019)
- 2 czerwca – Frédéric Devreese, belgijski kompozytor i dyrygent (zm. 2020)
- 6 czerwca
  - Henryk Herdzin, polski śpiewak (tenor liryczny)
  - Bogusław Schaeffer, polski muzykolog, kompozytor, dramaturg, grafik i pedagog (zm. 2019)
- 8 czerwca – Zofia Wilma-Bagniuk, polska śpiewaczka operowa (sopran koloraturowy), pedagog muzyczny (zm. 2021)
- 10 czerwca – Ludmiła Zykina, rosyjska pieśniarka (zm. 2009)
- 11 czerwca – Lennie Niehaus, amerykański saksofonista jazzowy i aranżer, kompozytor muzyki filmowej (zm. 2020)
- 14 czerwca – Cy Coleman, amerykański kompozytor i pianista jazzowy (zm. 2004)
- 15 czerwca – Lotfi Mansouri, amerykański reżyser operowy (zm. 2013)
- 18 czerwca – Jörg Faerber, niemiecki dyrygent (zm. 2022)
- 20 czerwca – Ingrid Haebler, austriacka pianistka (zm. 2023)
- 23 czerwca
  - June Carter Cash, amerykańska piosenkarka i kompozytorka country (zm. 2003)
  - Henri Pousseur, belgijski kompozytor i pedagog (zm. 2009)
- 25 czerwca – Anna Czekanowska-Kuklińska, polska muzykolog (etnomuzykolog), profesor sztuk muzycznych (zm. 2021)
- 26 czerwca – Josima Feldszuh, polska nastoletnia pianistka i kompozytorka żydowskiego pochodzenia (zm. 1943)
- 3 lipca – Pedro Iturralde, hiszpański saksofonista i kompozytor jazzowy (zm. 2020)
- 6 lipca
  - Miłosz Magin, polski kompozytor (zm. 1999)
  - Gerd Zacher, niemiecki kompozytor i organista (zm. 2014)
- 9 lipca
  - Lee Hazlewood, amerykański piosenkarz, producent i autor tekstów (zm. 2007)
  - Jesse McReynolds, amerykański muzyk bluegrass (zm. 2023)
- 10 lipca – Tadeusz Strumiłło, polski muzykolog i taternik (zm. 1956)
- 11 lipca – Danny Flores, amerykański saksofonista rock and rollowy (zm. 2006)
- 15 lipca – Charles Anthony, amerykański śpiewak (tenor) (zm. 2012)
- 18 lipca – Screamin’ Jay Hawkins, amerykański piosenkarz, aktor i kompozytor (zm. 2000)
- 23 lipca – Danny Barcelona, amerykański perkusista jazzowy (zm. 2007)
- 26 lipca
  - Charlie Persip, amerykański perkusista jazzowy (zm. 2020)
  - Alexis Weissenberg, francuski pianista żydowskiego pochodzenia (zm. 2012)
- 27 lipca
  - Ludwik Bielawski, polski etnomuzykolog, teoretyk muzyki (zm. 2024)
  - Harvey Fuqua, amerykański piosenkarz, kompozytor, producent muzyczny (zm. 2010)
- 29 lipca – Awet Terterian, armeński kompozytor (zm. 1994)
- 1 sierpnia – Samuel Charters, amerykański historyk muzyki, pisarz, producent nagrań, muzyk i poeta (zm. 2015)
- 2 sierpnia – Zeca Afonso, portugalski piosenkarz folkowy i nauczyciel (zm. 1987)
- 4 sierpnia – Gabriella Tucci, włoska śpiewaczka operowa (sopran) (zm. 2020)
- 8 sierpnia – Josef Suk, czeski skrzypek (zm. 2011)
- 11 sierpnia – Wilfried Boettcher, niemiecki wiolonczelista i dyrygent (zm. 1994)
- 12 sierpnia – Jōji Yuasa, japoński kompozytor (zm. 2024)
- 13 sierpnia – Augustyn Bloch, polski kompozytor i organista (zm. 2006)
- 16 sierpnia – Bill Evans, amerykański pianista jazzowy (zm. 1980)
- 25 sierpnia – Ludwik Mordarski, polski muzyk, kompozytor i dyrygent, pedagog (zm. 2010)
- 28 sierpnia – István Kertész, niemiecki dyrygent pochodzenia węgierskiego (zm. 1973)
- 29 sierpnia
  - Algia Mae Hinton, amerykańska wokalistka bluesowa (zm. 2018)
  - Albertina Walker, amerykańska piosenkarka (zm. 2010)
- 31 sierpnia – Roy Wilox, brytyjski saksofonista, klarnecista i flecista jazzowy (zm. 2019)
- 8 września – Christoph von Dohnányi, niemiecki dyrygent
- 12 września – Harvey Schmidt, amerykański kompozytor (zm. 2018)
- 13 września – Nikołaj Gjaurow, austriacki śpiewak operowy pochodzenia bułgarskiego (bas) (zm. 2004)
- 17 września
  - Sil Austin, amerykański saksofonista jazzowy (zm. 2001)
  - Vincent La Selva, amerykański dyrygent (zm. 2017)
- 20 września – Joe Temperley, szkocki saksofonista jazzowy (zm. 2016)
- 28 września – Lata Mangeshkar, indyjska piosenkarka (zm. 2022)
- 29 września – Rolf Kühn, niemiecki klarnecista i saksofonista jazzowy (zm. 2022)
- 1 października
  - Bonnie Owens, amerykańska piosenkarka country (zm. 2006)
  - Zenon Piekarz, polski kapelmistrz (zm. 2020)
- 2 października – Giorgio Tadeo, włoski śpiewak operowy (bas) (zm. 2008)
- 7 października – Luigi Ferdinando Tagliavini, włoski organista, klawesynista i muzykolog (zm. 2017)
- 12 października – Nappy Brown, amerykański piosenkarz R&B (zm. 2008)
- 13 października – Paquita Rico, hiszpańska aktorka i piosenkarka (zm. 2017)
- 21 października – Patricia Johnson, angielska śpiewaczka operowa (mezzosopran) (zm. 2024)
- 24 października – George Crumb, amerykański kompozytor i pedagog (zm. 2022)
- 26 października – Franco Bolignari, włoski wokalista popowy i jazzowy (zm. 2020)
- 2 listopada – Milan Stibilj, słoweński kompozytor (zm. 2014)
- 4 listopada – Paul Vance, amerykański autor tekstów piosenek, producent nagrań (zm. 2022)
- 7 listopada – Mervyn Burtch, walijski kompozytor (zm. 2015)
- 9 listopada
  - Piero Cappuccilli, włoski śpiewak operowy (baryton) (zm. 2005)
  - Zbigniew Ciechan, polski kompozytor i pianista (zm. 2021)
  - Aleksandra Pachmutowa, rosyjska kompozytorka
- 11 listopada – LaVern Baker, amerykańska śpiewaczka bluesowa (zm. 1997)
- 13 listopada – Zofia Komedowa, polska miłośniczka jazzu, organizatorka, promotorka i manager, żona Krzysztofa Komedy (zm. 2009)
- 15 listopada – Józef Patkowski, polski muzykolog i twórca muzyki filmowej (zm. 2005)
- 16 listopada – Ladislav Jásek, czeski skrzypek (zm. 2023)
- 17 listopada – Charles Kálmán, austriacki kompozytor filmowy i teatralny (zm. 2015)
- 23 listopada – Gloria Lynne, amerykańska piosenkarka jazzowa (zm. 2013)
- 26 listopada – Slavko Avsenik, słoweński kompozytor i muzyk (zm. 2015)
- 28 listopada – Clarence Fountain, amerykański wokalista gospel, znany z zespołu The Blind Boys of Alabama (zm. 2018)
- 4 grudnia – Chamín Correa, meksykański gitarzysta (zm. 2020)
- 6 grudnia – Nikolaus Harnoncourt, austriacki dyrygent i wiolonczelista (zm. 2016)
- 9 grudnia – Nikołaj Gołyszew, rosyjski śpiewak operowy (zm. 2021)
- 11 grudnia – János Kulka, węgierski dyrygent (zm. 2001)
- 12 grudnia
  - Toshiko Akiyoshi, japońska pianistka, kompozytorka, aranżerka i bandleader jazzowy
  - Bolesław Pawlus, polski śpiewak (tenor) (zm. 2021)
- 15 grudnia – Barry Harris, amerykański pianista jazzowy, bandleader, kompozytor, aranżer i pedagog (zm. 2021)
- 17 grudnia – Zbigniew Pawlicki, polski muzykolog, publicysta, popularyzator muzyki i organizator życia muzycznego (zm. 2017)
- 21 grudnia – Philip Cannon, brytyjski kompozytor i pedagog (zm. 2016)
- 19 grudnia – Bob Brookmeyer, amerykański puzonista i pianista jazzowy, kompozytor, aranżer i nauczyciel akademicki (zm. 2011)
- 23 grudnia – Chet Baker, amerykański trębacz jazzowy (zm. 1988)
- 26 grudnia – Régine Zylberberg, francuska piosenkarka i aktorka (zm. 2022)

Data dzienna nieznana
- Helena Napierała, polska śpiewaczka ludowa, laureatka Nagrody im. Oskara Kolberga (zm. 2025)

## Zmarli
- 11 stycznia – Elfrida Andrée, szwedzka organistka, kompozytorka i dyrygent (ur. 1841)
- 22 stycznia
  - Adolf Brodski, rosyjski skrzypek (ur. 1851)
  - Wiktoria Kawecka, polska śpiewaczka operetkowa (sopran) (ur. 1875)
- 30 stycznia – La Goulue, francuska tancerka kankana (ur. 1866)
- 6 lutego – Minnie Hauk, amerykańska śpiewaczka operowa (sopran) (ur. 1851)
- 24 lutego
  - Władysław Brankiewicz, polski kompozytor, organista i pedagog (ur. 1853)
  - André Messager, francuski kompozytor, organista, pianista, dyrygent (ur. 1853)
- 15 marca – Pinetop Smith, amerykański pianista bluesowy grający styl boogie-woogie (ur. 1904)
- 4 maja – Włodzimierz Kenig, polski skrzypek, dyrygent, kompozytor i prawnik (ur. 1883)
- 17 maja – Lilli Lehmann, niemiecka śpiewaczka operowa (sopran) (ur. 1848)
- 27 maja – Giuseppe Anselmi, włoski śpiewak operowy (tenor) (ur. 1876)
- 2 lipca – Władysław Miller, polski kompozytor, dyrygent, pedagog (ur. 1863)
- 3 lipca – Dustin Farnum, amerykański aktor, wokalista i tancerz (ur. 1874)
- 13 lipca – Eusebius Mandyczewski, austriacki muzykolog i kompozytor pochodzenia rumuńskiego (ur. 1857)
- 3 sierpnia – Emil Berliner, amerykański elektrotechnik, pochodzenia niemieckiego, wynalazca gramofonu (ur. 1851)
- 19 sierpnia
  - Siergiej Diagilew, rosyjski impresario baletowy (ur. 1872)
  - Meta Seinemeyer, niemiecka śpiewaczka operowa (sopran) (ur. 1895)
- 1 września – Stanisław Barcewicz, polski skrzypek, dyrygent i pedagog (ur. 1858)
- 7 października – Stanisław Maurycy Konstanty Lesser, polski muzyk żydowskiego pochodzenia, klarnecista i pedagog (ur. 1855)
- 27 października – Alfred Maria Willner, austriacki kompozytor, muzykolog i librecista (ur. 1859)
- 11 listopada – Mieczysław Sołtys, polski kompozytor, dyrygent, pedagog i organizator życia muzycznego (ur. 1863)
- 19 listopada – Tadeusz Leliwa, właśc. Wincenty Tadeusz Kopystyński, polski śpiewak operowy (tenor) (ur. 1875)
- 23 listopada – Michele Esposito, włoski kompozytor, pianista i dyrygent (ur. 1855)
- 19 grudnia – Blind Lemon Jefferson, amerykański niewidomy muzyk bluesowy, wokalista i gitarzysta (ur. 1884)
- 29 grudnia – Herman Kirchner, niemiecki kompozytor, dyrygent, nauczyciel i propagator muzyki (ur. 1861)

Data dzienna nieznana
- lipiec – Teresa Arklowa, polska śpiewaczka operowa (sopran) (ur. 1861)